# Евграфов, Леонтий Васильевич
Леонтий Васильевич Евграфов — советский хозяйственный, государственный и политический деятель.

## Биография
Родился в 1935 году в деревне Турбанка. Член КПСС.
С 1961 года — на хозяйственной, общественной и политической работе. В 1961—1991 гг. — третий, второй, старший помощником капитана на промысловых судах МТФ, капитан РТ, БМРТ, капитан-директор ППР «Навигатор», заместитель генерального директора ПО «Мурманрыбпром», начальник Мурманского тралового флота, представитель Минрыбхоза СССР в Сьерра-Леоне.
Избирался депутатом Верховного Совета СССР 9-го созыва. Делегат XXV съезда КПСС.
Умер в Севастополе в 2020 году.